# ミラクルマン (漫画)
「ミラクルマン」は、藤子・F・不二雄（発表時は藤子不二雄名義）の読み切り漫画。1973年（昭和48年）『ビッグコミック』11月25日号に掲載された。

## 概要
世の中の出来事は合理的に理屈をつけて説明される。近代合理主義は合理であることが無条件に正しい事であるとした。しかし、合理というものは実は捉え方の一つでしかない。非合理を無視せずに、理屈で説明できないものを存在しないものと決めつけず、一度捉え直してみる必要性を考えさせることを主題とした作品。

## あらすじ
部下の嫌われものだった課長が死んだ。
課長の死を喜ぶ人は多く、部下の一人である郷里は彼の死に対して祝杯すらあげたい程だった。その話を友人の木関に話すのだが、木関は自分が奇跡の力で課長を殺したのだと主張する。
木関はそれ以外にも様々な奇跡の数々を起こしてきたというが、それを聞いた郷里は笑いながら話の一つ一つにプラシーボ効果やパノラマ視現象などの合理的に理屈を付けて説明していく。一向に信じない郷里に業を煮やした木関は最大の奇跡として、妻のタカネと結婚した経緯を語る。元々タカネの事が好きだった木関は思い切って告白したものの、緊張のあまりまともに「結婚してください」と伝えることすらできなかった。しかしタカネは突然木関に抱きつき、そのまま一夜を共にしたのだった。さすがに郷里もこれには説明がつけられなかったが、話を聞いていたタカネが実はその時は課長に捨てられてヤケを起こしていたのだと告白する。その後、家を飛び出したタカネを木関は追いかけ、二人が仲直りする様子を見届けた郷里は家路につく。
彼に傘を渡そうと追いかけてきた木関は、全て自分の妄想だと悟ったことと、どうせなら会社までトンネルを繋げる奇跡を起こしたいという冗談を語る。すると、その近くに本当にトンネルが存在していたのだった。今度は逆に郷里の方が木関に力があるのではと思い始めるが木関はそれを否定する。しかし実は、そのトンネルは神が気まぐれで起こした本物の奇跡によるものだった。

## 登場人物
木関（きせき）
名前の通り奇跡を起こす男。思った出来事を実現できる。
郷里（ごうり）
名前の通り、木関の話を合理的に説明しようとする。
タカネ
旧姓富士タカネ。木関の妻で、秘書課に務めていた。木関に一目惚れされた。

## ドラマ
2025年3月25日、藤子・F・不二雄 SF短編ドラマの1作としてドラマ化。主演は前野朋哉。